# David Lafata
David Lafata (n. 18 septembrie 1981) este un fost fotbalist ceh care a jucat ultima dată pentru Sparta Praga.

## Cariera pe echipe
Din 1992 până în 2005, Lafata a jucat pentru echipa cehă SK České Budějovice, cu o scurtă escală la FC Vysočina Jihlava în 2002. Atacantul a semnat cu clubul grec Skoda Xanthi în iulie 2005, dar s-a întors în campionatul Cehiei în ianuarie 2006. După un an la Jablonec, Lafata a fost transferat de FK Austria Viena în ianuarie 200, de unde s-a întors la Jablonec în primăvara anului 2008. Pentru Austria Viena a înscris un gol într-o finală de Cupă a Austriei.
În sezonul 2010-11, Lafata a fost cel mai bun marcator al Primei Ligi din Cehia cu 19 goluri.
El și-a continuat forma bună în sezonul 2011-2012, marcând unsprezece goluri în primele șapte meciuri din tur, și optsprezece goluri în șaisprezece meciuri în retur. În aprilie 2012, Lafata a doborât recordul de cele mai multe goluri marcate în Prima Ligă Cehă, înscriind cel de-al 23-lea gol al sezonului. A terminat sezonul cu 25 de goluri, fiind golgheter și stabilind un nou record.
În sezonul 2012-2013, Lafata a înscris 13 goluri în primele 16 meciuri, fiind golgheterul campionatului, după care a semnat cu AC Sparta Praga în pauza de iarnă. În martie 2014, Lafata și-a marcat cel de-al 134-lea gol în Prima Ligă din Cehia, depășindu-l pe Horst Siegl care era cel mai bun marcator din toate timpurile din această competiție. În primăvara anului 2013, a marcat un gol în șaisprezecimile Europa League de pe Stamford Bridge împotriva lui Chelsea.
La începutul sezonului 2014-2015, Lafata a înscris cinci goluri într-o rundă de calificare a Ligii Campionilor de 7-0, câștigând peste Levadia Tallinn în meciul tur care s-a jucat la Praga. Continuându-și forma bună din runda de calificare a Ligii Campionilor, Lafata a marcat un hat-trick într-o victorie scor 4-2 asupra lui Malmö FF acasă la Praga. 
La 30 iulie 2017 a marcat al 200-lea său gol într-o partidă încheiată la egalitate, scor 1-1 împotriva rivalei Bohemians 1905.

## La națională
El a marcat două goluri la debutul său pentru echipa națională a Cehiei într-o victorie cu 2-1 împotriva Țării Galilor la 2 septembrie 2006. A intrat ca rezervă după 75 de minute și a înscris primul gol la un minut de la intrare, marcându-l pe al doilea în minutul 89.

## Recorduri
- Este cel mai bun marcator al Primei Ligi din Cehia din toate timpurile.[17] Mai deține recordul de cele mai multe goluri marcate consecutiv, cu  9 goluri în 9 meciuri.[18] A marcat cele mai multe goluri într-un singur meci din prima ligă din Cehia: 5 goluri.[19] Este cel mai bun marcator din campionat pentru FK Baumit Jablonec, cu 88 goluri[20] Are cele mai multe goluri marcate într-o singură fază de calificare în Liga Campionilor: 8 goluri (2014-15) (la egalitate cu Cléo)[21] și a marcat cele mai multe goluri într-un singur meci în Liga Campionilor, 5 goluri, record împărțit cu Lionel Messi, Luiz Adriano și Mikhail Mikholap.[22]